# Загорско
Загорско (болг. Загорско) — село в Болгарии. Находится в Кырджалийской области, входит в общину Момчилград. Население составляет 162 человека.

## Политическая ситуация
В местном кметстве Загорско, в состав которого входит Загорско, должность кмета (старосты) исполняет Юмер Мустафа Мустафа (Движение за права и свободы (ДПС)) по результатам выборов.
Кмет (мэр) общины Момчилград — Ердинч Исмаил Хайрула (Движение за права и свободы (ДПС)) по результатам выборов.